# Torvalla

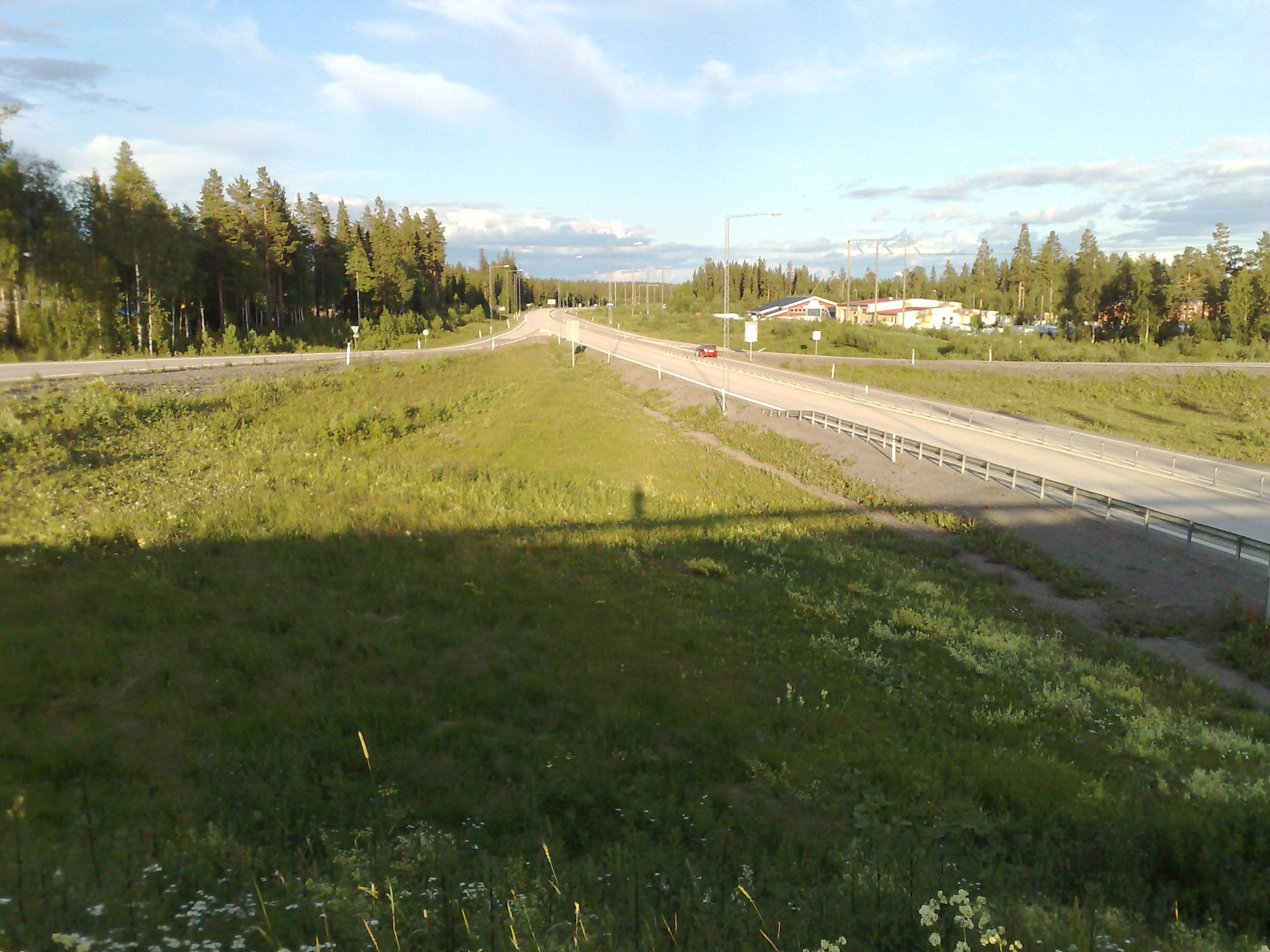
E14 vid Torvalla.

Torvalla är en stadsdel belägen i sydöstligaste delen av tätorten Östersund. Stadsdelen ligger i Brunflo distrikt (Brunflo socken), och är del av Brunflo församling, drygt sju kilometer från Staden. Stadsdelen har en befolkning på omkring 8 000 invånare.
Namnet Torvalla härstammar inte från asaguden Tor, vilket man kan tro, särskilt med tanke på Odensala och Frösön, som bägge är två av de orter i Storsjöbygden som har fått sina namn från vikingatida gudar. Det gamla jämtska namnet för området är "Tårrvåll" (torrvall) och Torvalla stavades även tidigare "Torrvall" och "Torrvalla".

## Geografi
Torvalla avgränsas i norr av landsbygd genom Främmersvedsbodarna. I sydost av Torvalla by och Ope samt i öster av landsbygd i form Björndrolet, Mattismyren och Bockängena. I nordväst genom Fäbodleden och Torvalla urskog. I sydväst är begränsningslinjen Storsjön. Stadsdelen är, liksom stora delar av Östersund, relativt kuperad och sluttar kraftigt mot Storsjön.
Torvalla är indelat i tre mindre områden: Fjällmon (Nedre Torvalla), Skogsmon (Övre Torvalla) och Ängsmon (Bortre Torvalla). Fjällmon och Skogsmon utgör delar av tätorten Östersund medan Ängsmon sedan 2015 klassas som en separat tätort av SCB.
I Torvalla centrum finns matbutik, frisör, bankomat, pizzeria och kiosk.
Mellan dessa tre områden, längs Opevägen, ligger Torvalla by, som ej räknas som en del av stadsdelen Torvalla. Ett område som SCB tidigare klassificerade som en separat småort.

## Historik
Brunflo kommun hade redan på 1960-talet. Planer på en expansion av bebyggelsen i Ope. När området inkorporerades i Östersunds storkommun 1971 planerade kommunen att fullfölja planerna. Ope som var ett jordbruksdistrikt med mestadels centerväljare kom dock att motsätta sig planerna. En stadsplan upprättades dock. Konflikten drevs ända upp till regeringsnivå, där den nytillsatte bostadsministern Elvy Olsson 1976 definitivt stoppade planerna på utbyggnad i Ope. I stället anvisades kommunen det intilliggande Torvalla.
Torvalla som planerades för 9.000 innevånare påbörjades med radhus i slutet av 1980-talet samt flerbostadshus i mitten av 80-talet. Utbyggnaden fortsatte under 1990-talet. Under 1980-talet uppfördes även ett stadsdelscentrum.
Området i sig har en lång historia men fick inte ställning som förort förrän vid den stora byggboomen. Torvalla består till större delen av villor och flerbostadshus.

### Namnet Torvalla
Namnet Torvalla härstammar inte från asaguden Tor, vilket man kan tro, särskilt med tanke på Odensala och Frösön, som bägge är två av de orter i Storsjöbygden som har fått sina namn från vikingatida gudar. Det gamla jämtska namnet för området är "Tårrvåll" (torrvall) och Torvalla stavades även tidigare "Torrvall" och "Torrvalla". Det nutida uttalet med lång vokal tillkom i samband med att området blev en stadsdel i Östersund och det gamla uttalet trängdes undan av det nya bokuttalet. Något som till exempel inte skedde i Brunflo, som fortfarande uttalas med kort vokal (u).

### Rån mot kassaservice
2006 rånades Svensk Kassaservice i Torvalla, och en tid därefter beslutades att kontoret skulle läggas ned.

## Industrier
Verksmon heter ett företags- och industriområde beläget i norra Torvalla.

## Skolor
Det finns fyra skolor i Torvalla:
- Fjällängsskolan
- Mimergården
- Torvallaskolan
- Ängsmogården

## Religiösa samfund
Det finns två kyrkor i stadsdelen, Heliga Ljusets kyrka, som invigdes 1988 och Ängsmokyrkan, som invigdes 1997.